# Cheumatopsyche mickeli
Cheumatopsyche mickeli är en nattsländeart som beskrevs av Donald G. Denning 1942. Cheumatopsyche mickeli ingår i släktet Cheumatopsyche och familjen ryssjenattsländor. Inga underarter finns listade i Catalogue of Life.